# خطوط سورينام الجوية

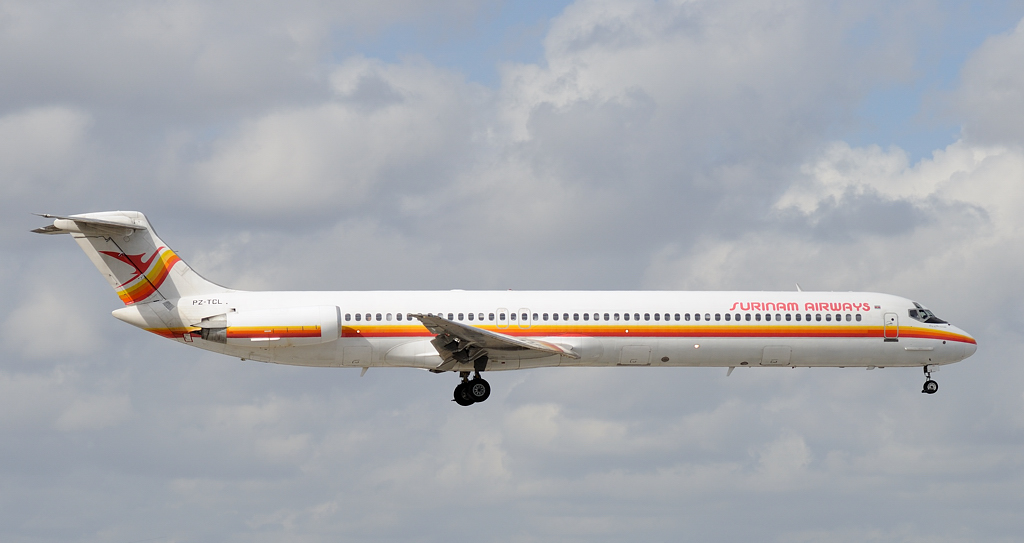
طائرة تابعة لخطوط سورينام الجوية

خطوط سورينام الجوية هي شركة الطيران الوطنية لسورينام، مركزها في باراماريبو.
تقوم بخدمات نقل الركاب إقليميا وللمسافات الطويلة. مركزها في المطار الدولي يوهان أدولف بينغل.
في 16 سبتمبر 2008، كان لخطوط سورينام الجوية 400 موظف.